# شاهزاده یاسوهیتو آساکا
شاهزاده یاسوهیتو آساکا (به ژاپنی: 朝香宮鳩彦王, Asaka-no-miya Yasuhiko-ō); ۲۰ اکتبر ۱۸۸۷ – ۱۲ آوریل ۱۹۸۱) پرسنل نظامی، و سیاستمدار اهل امپراتوری ژاپن بود. داماد امپراتور میجی و از وابستگان همسر امپراتور هیروهیتو بود، شاهزاده آساکا فرمانده نیروهای ژاپنی در حمله نهایی به نانجینگ، آن زمان پایتخت جمهوری چین (۱۹۴۹–۱۹۱۲)، در دسامبر ۱۹۳۷ بود. ادعا می‌شود که او مرتکب کشتار نانجینگ در سال ۱۹۳۷ شده، اما هرگز متهم نشده است.